# Нанглој Џат
Нанглој Џат је град у Индији у држави Delhi. Према незваничним резултатима пописа 2011. у граду је живело 205.497 становника.

## Становништво
Према незваничним резултатима пописа, у граду је 2011. живело 205.497 становника.
| 1991.  | 2001.   | 2011.   |
| ------ | ------- | ------- |
| 76.063 | 150.948 | 205.497 |